# Elmar Thurn
Elmar Thurn (* 30. Juli 1921 in Berlin; † 1. Februar 2015 in München) war ein deutscher Jurist und Richter am Bundesverwaltungsgericht.

## Werdegang
Seine Familie stammte aus dem Fränkischen; sein Vater, Ludwig Thurn, war Jurist und hoher Beamter beim Reichsrechnungshof und zum Zeitpunkt von Elmars Geburt in Potsdam tätig. Seine Schulzeit verbrachte Elmar Thurn größtenteils in München. Nach dem Abitur am Wilhelmsgymnasium München rückte er im September 1940 in den Militärdienst ein und blieb bis Kriegsende bei der Gebirgstruppe (1943 Leutnant) mit Einsatz in Frankreich, im Kaukasus und insbesondere auf dem Balkan/Griechenland.
Von 1946 bis 1949 absolvierte Thurn das Jura-Studium in Marburg. Im Januar 1952 bestand er die zweite juristische Staatsprüfung und wirkte anschließend als Assessor, Amtsgerichtsrat und Landgerichtsrat in Siegen (und kurzzeitig Hagen) in Westfalen. Zwischen 1958 und 1967 war er an das Bundesministerium der Justiz in Bonn abgeordnet; seine Hauptbeschäftigung galt dem Aufbau einer Wehrstrafgerichtsbarkeit. Ab Januar 1967 war er Ministerialrat und Referatsleiter für Wehrstrafrecht. Seit Juli 1979 bis zur Pensionierung am 31. März 1986 war Thurn Richter am Bundesverwaltungsgericht (das damals seinen Sitz in Berlin hatte) als Mitglied des 1. Wehrdienstsenats mit Sitz in München.

## Publikationen
- Elmar Thurn: Die verfassungsrechtlichen Grundlagen einer Wehrstrafgerichtsbarkeit im Verteidigungsfall. In: Neue Zeitschrift für Wehrrecht. (1976), S. 223–230.